# Umberto Provasi
Umberto Provasi (Cesano Maderno, 1º agosto 1938 – Desio, 12 febbraio 2023) è stato un calciatore e allenatore di calcio italiano, di ruolo portiere.

## Carriera
Portiere agilissimo e dal colpo d'occhio sicuro, sopperiva alla sua bassa statura con la sua agilità. Dopo gli esordi tra i dilettanti con il Cesano Maderno, passa alla Pro Patria con cui vince il campionato di Serie C 1959-1960 e disputa le successive quattro stagioni in Serie B, totalizzando 83 presenze.
Nel 1964 si trasferisce al Catanzaro, dove è titolare per due anni in Serie B totalizzando 75 presenze e subendo 66 reti.
Dopo un anno in Serie C con l'Internapoli, chiude la carriera da professionista nel ruolo di secondo portiere al Monza.

## Palmarès

### Club

#### Competizioni nazionali
- Serie C: 1

Pro Patria: 1959-1960